# Vidua raricola
Vidua raricola là một loài chim trong họ Viduidae.